# Margarita Sierra
Maria Margarita Suárez Sierra (Madrid, 5 de enero de 1936 - Hollywood, 6 de septiembre de 1963), más conocida como Margarita Sierra, fue una cantante, bailarina y actriz española, conocida fundamentalmente por su papel secundario como la cantante de la discoteca Cha Cha O'Brien en la serie de televisión de principios de los años 60 ABC, Warner Bros. con Troy Donahue, Van Williams, Lee Patterson y Diane McBain.
Los episodios de Surfside 6 a menudo presentaban canciones de Sierra, generalmente en inglés, pero ocasionalmente en español. "The Cha Cha Twist", una canción presentada durante la segunda y última temporada del programa, fue lanzada como un sencillo en Warner Bros. Records, pero no entró en la lista Billboard Top 100. 
Sierra murió en Hollywood, California, en 1963 a los 27 años, a causa de complicaciones derivadas de una cirugía cardíaca realizada el día anterior. Está enterrada en el cementerio de Holy Cross en Culver City. 

## Televisión
- 1957: Tonight Starring Jack Paar, aparición como invitada.
- 1960-1962: Surfside 6, cantante del club nocturno Cha Cha O'Brien.